# Pardosa poecila
Pardosa poecila este o specie de păianjeni din genul Pardosa, familia Lycosidae. A fost descrisă pentru prima dată de Herman, 1879.
Este endemică în Ungaria. Conform Catalogue of Life specia Pardosa poecila nu are subspecii cunoscute.